# Ariez Elyaas Deen Heshaam
Ariez Elyaas Deen Heshaam (* 24. Dezember 1993 in Sarawak) ist ein ehemaliger malaysischer Tennisspieler.

## Karriere
Deen Heshaam spielte hauptsächlich Turniere der unterklassigen ITF Future Tour und ATP Challenger Tour. Dabei war sein erfolgreichstes Abschneiden der Einzug ins Halbfinale eines Future-Turniers. 2010 und 2011 spielte er in der Qualifikation für das Turnier in Kuala Lumpur, verlor jedoch beide Spiele klar in zwei Sätzen. Zu seinem Debüt auf der ATP World Tour kam er 2011 im Doppelbewerb der Malaysian Open, wo er mit seinem Landsmann Ahmed Deedat Abdul Razak eine Wildcard erhielt. In der ersten Runde verloren sie gegen die Setzlistendritten und späteren Finalisten František Čermák und Filip Polášek mit 2:6, 2:6. Ein Jahr später spielte Deen Heshaam wieder dank einer Wildcard das Turnier in Kuala Lumpur. Diesmal trat er im Einzelbewerb an, war jedoch in der ersten Runde chancenlos gegen Igor Sijsling. Dieses Duell war auch sein letztes Spiel auf der Profi-Tour. Seine beste Platzierung im Einzel und Doppel ist jeweils außerhalb der Top 1000.
Von 2010 bis 2015 spielte Deen Heshaam für die malaysische Davis-Cup-Mannschaft. Er hatte eine Bilanz von 4:8 im Einzel und 0:5 im Doppel.